# UNIX戦争
UNIX戦争（ゆにっくすせんそう）とは、UNIXオペレーティングシステムのベンダー間において、1980年代後半から1990年代前半にかけて繰り広げられた、UNIX標準規格を巡る争いである。

## 概要
1980年代中盤、一般的なUNIXのバージョンとして、カリフォルニア大学バークレー校のBSDと、AT&TのSystem Vがあった。どちらもVersion 7 Unixから派生したものであるが、大きくかけ離れてしまった。そこからさらに、各社独自のUNIXが派生し、多かれ少なかれ違いを生じていった。
1984年、X/Openという標準化グループが、ベンダーグループによって結成された。これは互換性のあるオペレーティングシステムを作ることが目的であり、そのベースとしてUNIXが選択された。
X/Open はAT&T の興味を引くところとなり、UNIXの均一性を高める意図のもと、当時におけるBSD系UNIXベンダーのトップであったサン・マイクロシステムズとの間で、1987年から共通のシステムを作るための共同開発を開始した。これは後に、System V Release 4（SVR4）としてリリースされるに至る
こうした経緯は、顧客や業界紙からは喝采をもって迎えられたが、他のUNIXベンダーはサンが不当に有利になるのではないかと恐れた。彼らはOpen Software Foundation（OSF）を結成し、OSF/1をリリースした。これは、さらにBSDに近い実装であった。AT&Tは他のベンダーを結集してUNIX International（UI）を結成した。
技術的な議論は脇に押しやられ、ふたつの「オープン」なUNIXが対決する構図となった。このとき、X/Openは中立的立場を保った。
OSF は、ウィジェット・ツールキットとしてMotifを開発し、対抗して UI は、OPEN LOOKを開発した。これは結果的に Motifの勝利となった。商用UNIXのデスクトップ環境として業界標準となったCDEは Motif を使用しており、これは SVR4 にも後に導入され、Solarisでも採用されていた。
1993年、AT&Tは UNIX をノベル社に売却し、商標権を X/Open に譲渡した。1996年、X/Open は OSF と合併し、The Open Groupを結成した。現在、そのSingle UNIX SpecificationがプロプライエタリなUNIXの唯一の標準規格となっている。しかし、既にUNIX市場に与えられたダメージは大きかった。
短期的な勝者はサン・マイクロシステムズであろう。System V の技術を取り込むことができ、SVR4 を採用した他社のシステムを採用した顧客には、互換性を技術的根拠としてリプレースを持ちかける事が容易になった。しかし、それもオープンソースの大波の前には一時的な勝利でしかなかったと言わざるをえない。

## 比較表
2陣営の標準化競争となった主な技術と参加企業は以下である。
|                | OSF陣営                                                                                        | UI陣営                                | 備考                                  |
| -------------- | ---------------------------------------------------------------------------------------------- | ------------------------------------- | ------------------------------------- |
| 標準化団体     | OSF                                                                                            | UI                                    | X/Openは中立。合併後の存続団体はOSF。 |
| OS             | OSF/1                                                                                          | SVR4                                  | OSF/1の本格採用はDECと日立製作所のみ  |
| GUI            | Motif                                                                                          | OPEN LOOK                             | 後のCOSEではMotifベースのCDEを採用    |
| 分散処理 (RPC) | DCE                                                                                            | ONC+                                  |                                       |
| 参加企業       | アポロコンピュータ、Bull、DEC、HP、IBM、ニクスドルフ、シーメンス、フィリップス、日立製作所など | AT&T、Sun、富士通、日本電気、東芝など | ソニーは中立                          |